# Omicron Pavonis
Omicron Pavonis (123 Pavonis) é uma estrela na direção da constelação de Pavo. Possui uma ascensão reta de 21h 13m 20.44s e uma declinação de −70° 07′ 34.4″. Sua magnitude aparente é igual a 5.06. Considerando sua distância de 888 anos-luz em relação à Terra, sua magnitude absoluta é igual a 3.19. Pertence à classe espectral M2III.